# Дејан Б. Поповић (академик)
Дејан Б. Поповић (Београд, 2. април 1950 – Београд, 4. октобар 2021) био је српски биомедицински инжењер и редовни члан САНУ на одељењу техничких наука. Посебан допринос остварио је у области биомедицинског инжењерства и роботике.

## Биографија
Дипломирао је 1974. године, магистрирао 1977. године и докторирао 1982. године на Електротехничком факултету Универзитета у Београду, а на истом факултету је изабран у звање редовног професора 1995. године. Био је професор за област рехабилитационог инжењерства на Универзитету Алборг у Данској, од 1999. до 2014, а потом је, од 2015. године, на истом универзитету изабран за професора емеритуса.
За дописног члана Српске академије науке и уметности изабран је 2009, а за редовног 2015. године. Био је редовни члан Академије инжењерских наука Србије (АИНС) и инострани члан Словеначке академије знаности и уметности (САЗУ).

## Чланство у стручним удружењима
Држао је чланство у наредним стручним удружењима:
- Друштво за ЕТРАН (председник)
- International Functional Electrical Stimulation Society (IFESS)
- European Association of Medical and Biological Engineering (EAMBES)
- Institute of Electrical and Electronic Engineers (IEEE)

## Одбори САНУ
Држао је чланство у наредним одборима САНУ:
- Одбор за енергетику
- Одбор за рад Института САНУ
- Стручни савет Аудио-визуелног архива
- Центар за дигитализацију САНУ

## Награде и признања
1. Најбољи рад на IFAC Conference on Control in Biomedical Engineering, Галвестон, Тексас, САД, 1992.
2. Discobolos, најбоље ИЦТ решење у медицини, 1998.
3. Награда за патенте Европског удружења за патенте, са Александром Вегом, 2015.

### Уреднички рад
Био је придружени уредник следећих издања:
1. IEEE Transactions of Neural Systems and Rehabilitation Engineering (придружени уредник)
2. Medical and Biological Engineering and Computing, Medical Engineering and Physics (придружени уредник)
3. Journal of Neuromodulation (члан уређивачког одбора)
4. Journal of Automatic Control (уредник)